# Husqvarna AB
Husqvarna AB — шведская промышленная компания, один из крупнейших в мире производителей пил, газонокосилок и садового оборудования, а также инструментов для резки камня и для строительной промышленности. Старейшая действующая оружейная фабрика Европы.  
Husqvarna является официальным поставщиком газонокосилок для серии автогонок NASCAR.
В последнее время стала известна своими судебными исками к интернет-магазинам и доскам объявлений за упоминание своего товарного знака. В последние годы активно развивает линейку аккумуляторного инструмента, в том числе роботизированные модели аккумуляторных газонокосилок под брендом Automower.

## Владеет марками
- AYP (American Yard Products)
- Bradley
- Flymo (газонокосилка на воздушной подушке)
- Gardena (садовые шланги, распылители для воды)
- Husqvarna
- Jonsered
- Lawn King
  - Lawn King Rally
- McCulloch
  - McCulloch Pro
- Partner
  - Partner Pro
- Poulan
  - Poulan Pro
- Rally
  - Rally Plus
- Rodeo
- Roper
  - Roper Rally
- Weed Eater
- Yard Pro
- Pfaff

## Производимые модели
- Agrasamit
- BERNARD Loisirs
- Bestgreen
  - Bestgreen Comfort
  - Bestgreen Serie Or
- Central Park
- Columbia
- Companion (для Sears)
- Craftsman (для Sears)
- Fleurelle
- Gardena
- Gardol
- Handy Power
- Hurricane
- Huskee (для Tractor Supply)
- Klippo
- Lazer
- Mr. Bricolage
- Performance Power
- Predator
- Prestige
- Prim
- Royal
- SARP
- Sentar (для Univert)
- Statesman (для Southern States Cooperative)
- TAGA
- Uniropa
- Val Garden
- Verts Loisirs
- Viking
- Westfalia
- Wizard (для Western Auto)

## Галерея

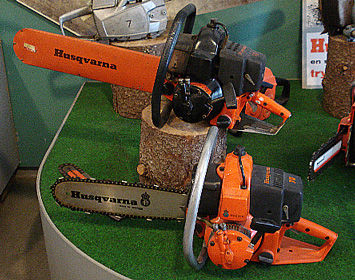
Бензопилы Husqvarna
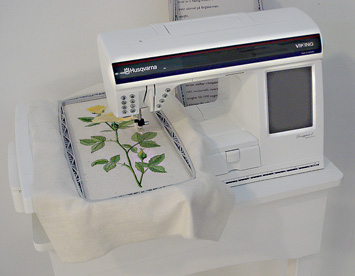
Швейная машина Husqvarna Viking
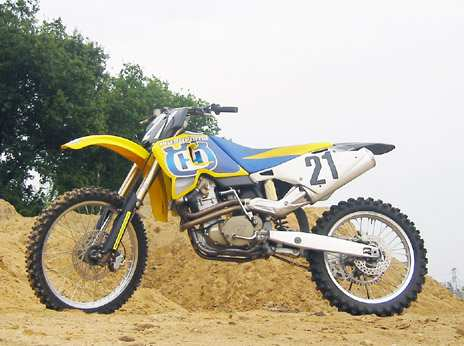
Мотоцикл Husqvarna TC610
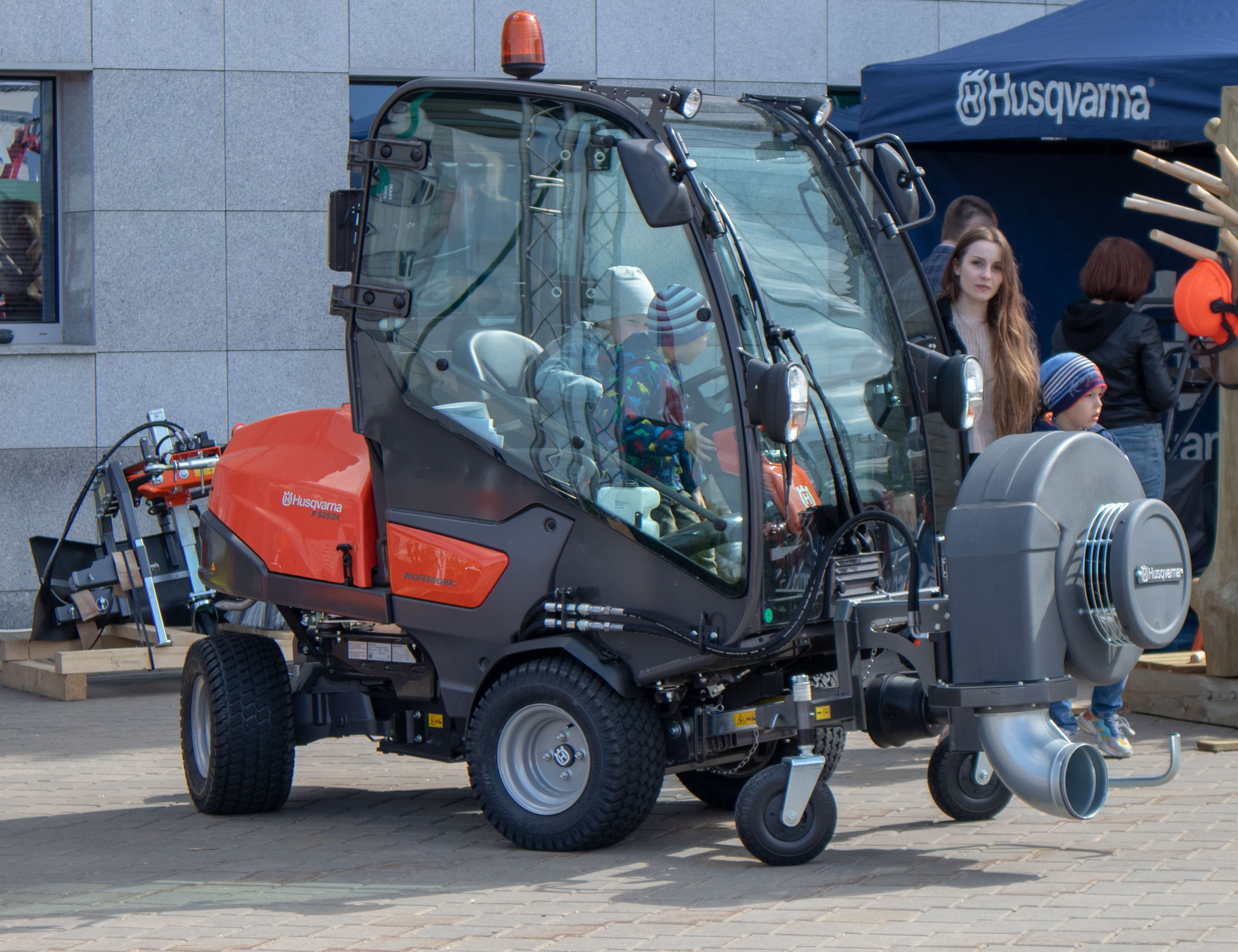
Райдер Husqvarna P525DX с кабиной
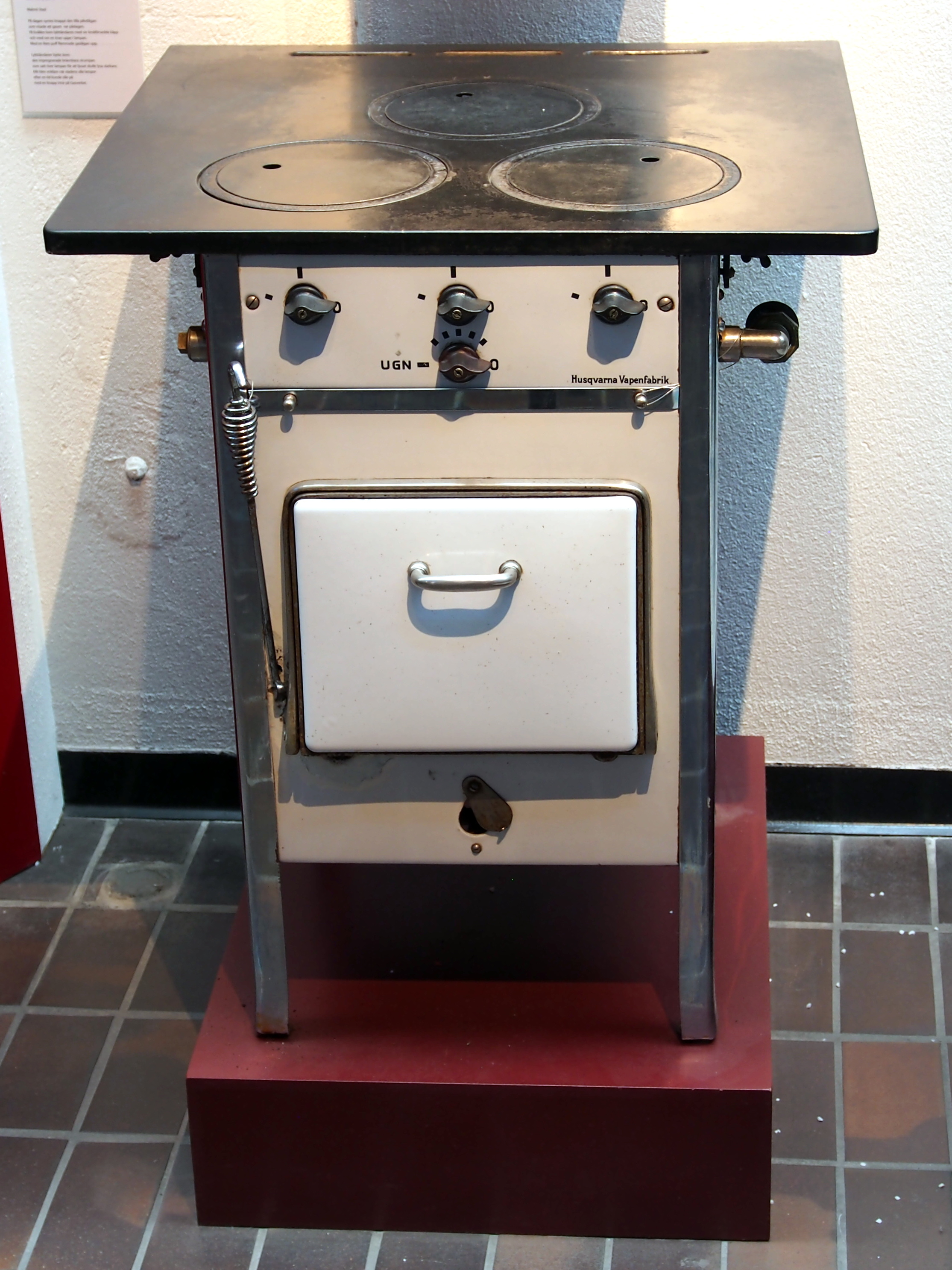
газовая плита «Husqvarna»
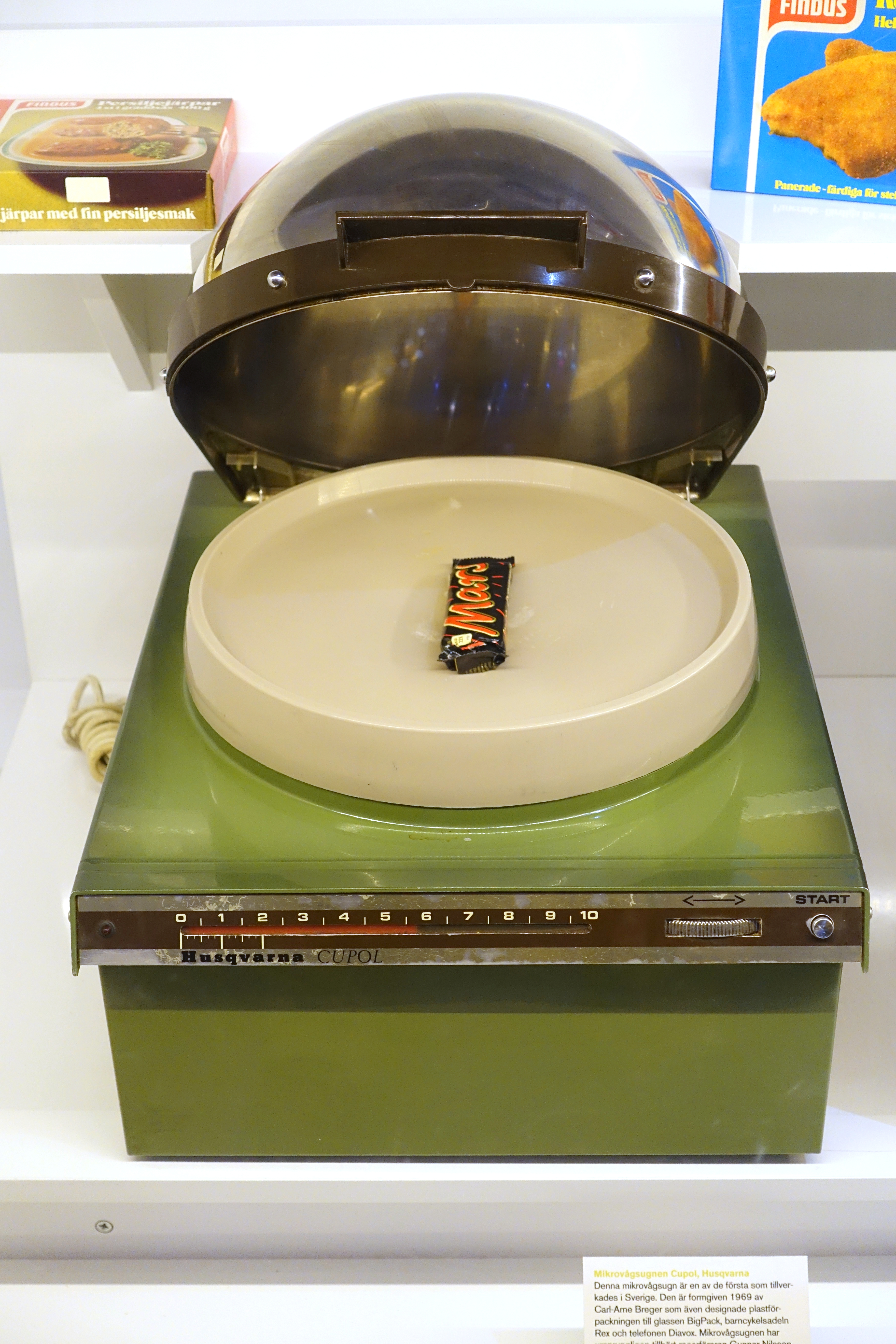
микроволновая печь «Husqvarna» 1969 года
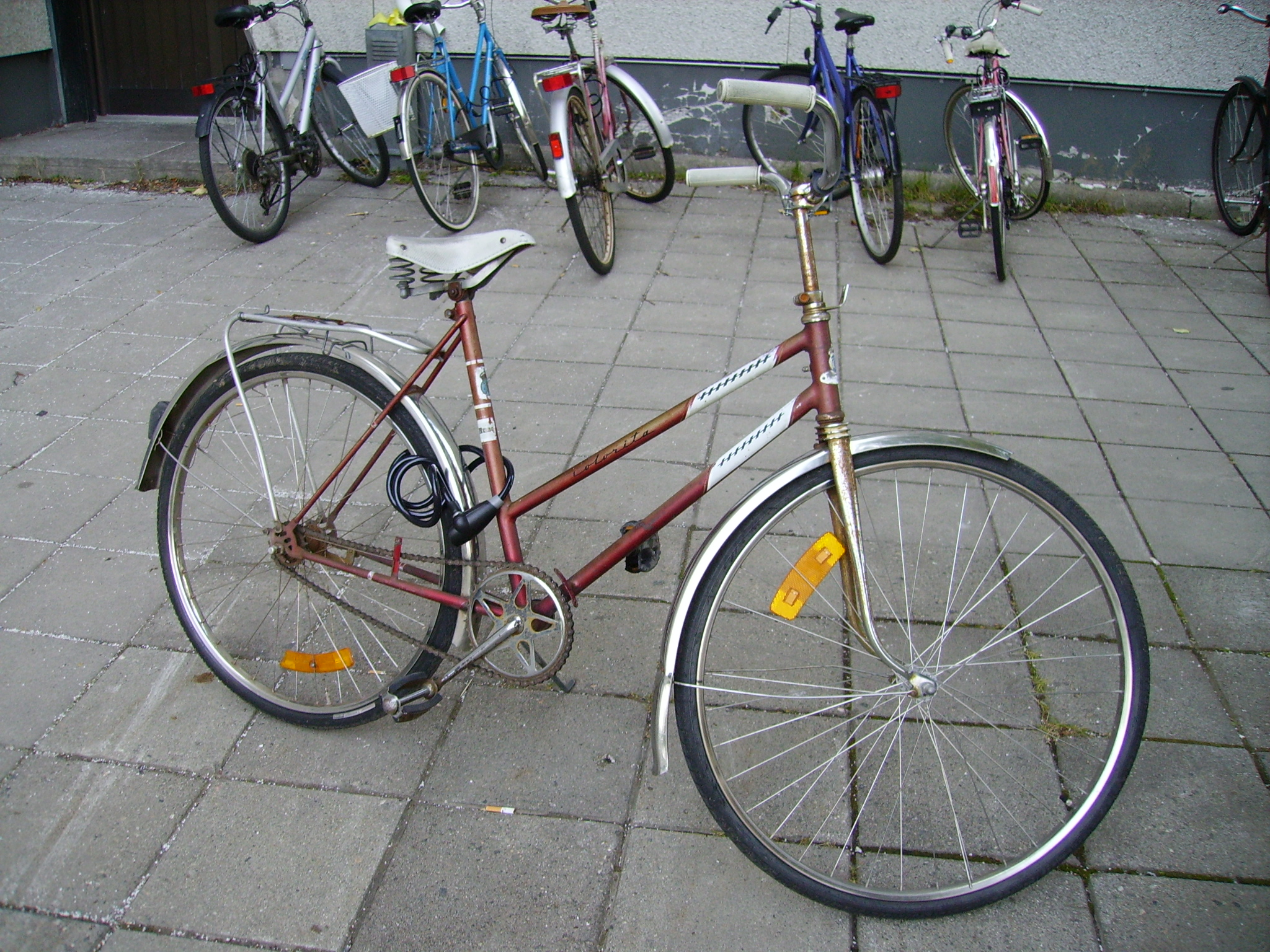
велосипед «Husqvarna»